# La Fin de madame Cheyney
Pour les articles homonymes, voir The Last of Mrs. Cheyney.
Pour plus de détails, voir Fiche technique et Distribution.
La Fin de madame Cheyney (titre original : The Last of Mrs. Cheyney) est un film américain réalisé par Sidney Franklin, sorti en 1929. 
Le film a été nommé à l'Oscar du meilleur scénario adapté.

## Synopsis
Fay Cheyney, ingénieuse et engageante, se faisant passer pour une riche veuve australienne à Monte Carlohôtel, se lie d'amitié avec Mme Webley avec l'intention de voler son collier de perles, un complot conçu par Charles, son majordome et partenaire dans le crime. Les sentiments amoureux qu'elle développe pour Lord Arthur Dilling, le neveu de Mme Webley, compliquent la situation. En prenant le collier lors d'une fête chez les Webley, Fay est attrapée par Arthur, qui menace de l'exposer à moins qu'elle ne se soumette à lui. 
Plutôt que de compromettre ses principes, elle avoue à son hôtesse, qui envisage de contacter la police jusqu'à ce que Lord Elton, un autre invité, se souvienne que Fay a une lettre d'amour qu'il lui a écrite et qui pourrait s'avérer embarrassante pour toutes les personnes présentes. Ils lui offrent de l'argent en échange de la lettre et de sa liberté, mais lorsqu'elle détruit la lettre et refuse leur paiement, ils l'accueillent à nouveau dans leur cercle social.

## Fiche technique
- Titre : La Fin de madame Cheyney
- Titre original : The Last of Mrs. Cheyney
- Réalisation : Sidney Franklin
- Scénario : Hanns Kräly et Claudine West d'après la pièce de Frederick Lonsdale
- Photographie : William H. Daniels
- Musique : William Axt (non crédité)
- Société de production : Metro-Goldwyn-Mayer
- Pays de production :  États-Unis
- Format : Noir et blanc - Mono
- Genre : comédie dramatique
- Date de sortie : 1929

## Distribution
- Norma Shearer : Fay Cheyney
- Basil Rathbone : Lord Arthur Dilling
- George Barraud : Charles
- Herbert Bunston : Lord Elton
- Hedda Hopper : Lady Maria
- Cyril Chadwick : Willie Wynton
- George K. Arthur : George
- Maude Turner Gordon : Mrs. Webley